# CPD-57 2874

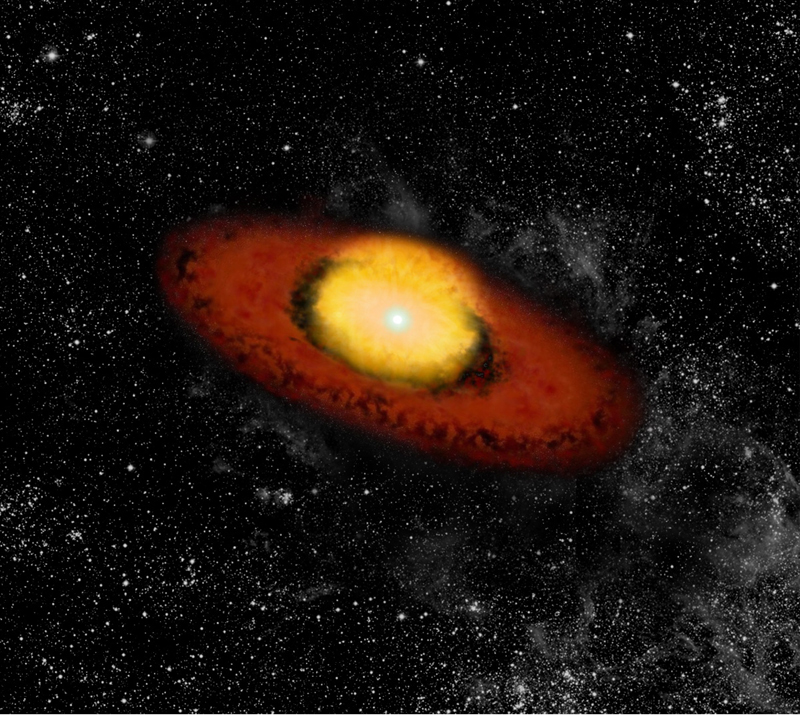
Recreació artística de l'estrella CPD-57 2874.

CPD-57 2874 (CPD-57º2874 / CD-57 3107 / LS 1468) és un estel a la constel·lació de la Vela, situat a 2.500 ± 500 parsecs (8.150 anys llum) del sistema solar. Hom pensa que forma part de l'associació estel·lar OB de Carina.

## Característiques de l'estel
CPD-57 2874 és una supergegant blava de tipus B[e]; aquests són objectes post-seqüència principal lluminosos i massius que exhibeixen vents no esfèrics, línies espectrals prohibides i pols calenta en una estructura similar a un disc. Encara que els paràmetres de CPD-57 2874 no són ben coneguts, la seva temperatura efectiva s'estima en 20.000 ± 3.000 K. Té un diàmetre aproximat 60 vegades més gran que el del Sol i una lluminositat d'almenys 10.000 sols.

## Embolcall extern
CPD-57 2874 és un estel vell que està començant a expandir-se per desprendre's del seu embolcall extern. Estudis realitzats per l'Observatori Europeu Austral sobre el complex embolcall que envolta a l'estel han permès veure estructures a una escala de 1,8 mil·lèsimes de segons d'arc. S'ha observat que aquest embolcall no té forma esfèrica, probablement perquè la supergegant s'hi troba també envoltada per un disc equatorial de pols calenta formada a partir d'un fort vent estel·lar polar.
L'existència d'un sistema planetari no sembla versemblant, atès que la durada de la vida d'un estel d'aquestes característiques és inferior al temps necessari per a la formació de planetes.